# Тахино (дем Висалтия)
 Тази статия е за селото.  За езерото вижте Тахино.  
Тахино (на гръцки: Αχινός, Ахинос, в превод морски таралеж) е село в Република Гърция, Егейска Македония, дем Висалтия, област Централна Македония. Селото има 731 жители според преброяването от 2001 година.

## География
Тахино е разположено на около 5 километра северно от Джинджос (Ситохори) в Сярското поле.

## История

### В Османската империя
Селото е основано в XVII век на брега на едноименното езеро Тахино. В XVIII век е построена църквата „Св. св. Константин и Елена“. Александър Синве („Les Grecs de l’Empire Ottoman. Etude Statistique et Ethnographique“), който се основава на гръцки данни, в 1878 година пише, че в Тахинос (Tachinos) живеят 660 гърци. В „Етнография на вилаетите Адрианопол, Монастир и Салоника“, издадена в Константинопол в 1878 година и отразяваща статистиката на населението от 1873 година, Тахино (Tahino) е посочено като село със 158 домакинства, като жителите му са 480 гърци.
В 1889 година Стефан Веркович (Топографическо-этнографическій очеркъ Македоніи) пише за Тахино:
| „ | Тахино, Ахино или Таинос: християнско село близо до езерото Ахино; 1 църква, 1 училище, жителите са гърци, заниманието им е земеделие и риболов, 8 часа от града. | “ |

В 1891 година Георги Стрезов пише за селото:
| „ | Тахинос, разположено при едноименното езеро. От СЯр на ЮИ 6 1/2 часа. Околното поле, ако и да представя най-добра почва за оране, занемарено е. На селянете по-лесно е да се занимават с риболовство и затова всички са предадени на ловене. Гръцка църква и училище. 120 къщи гърци. | “ |

В началото на XX век Тахино е село, числящо се към Сярска каза на Серския санджак на Османската империя. В 1900 година според Васил Кънчов („Македония. Етнография и статистика“) в Тахинос има 650 жители гърци. По данни на секретаря на Българската екзархия Димитър Мишев („La Macédoine et sa Population Chrétienne“) в 1905 година християнското население на Тахинос (Tachinos) се състои от 750 гърци и в селото има гръцко училище.

### В Гърция
Селото попада в Гърция след Междусъюзническата война. В 1935 година езерото е пресушено и освободените площи са дадени на бежанци от Понт.
| Име   | Име   | Ново име    | Ново име    | Описание |
| ----- | ----- | ----------- | ----------- | -------- |
| Индже | Ίντζέ | Микри Вриси | Μικρή Βρύση |          |

## Личности
Родени в Тахино
- Димитрис Карипидис, гръцки бивш областен консултант на Сяр
- Никос Ахиниотис, четник на Андреас Макулис, вероятно от Тахино
- Тасос Карипидис (р. 1957), гръцки математик, депутат и номарх на Сяр (1995 - 2002)

Свързани с Тахино
- Андреас Яниотис (р. 1992), гръцки футболист, по произход от Тахино